# Saúdská Arábie na Letních olympijských hrách 2012
Saúdskou Arábii na Letních olympijských hrách v roce 2012 v Londýně reprezentovala výprava 19 sportovců soutěžících v 5 sportech.

## Medailisté
| Medaile | Jméno                                                              | Sport     | Soutěž          |
| ------- | ------------------------------------------------------------------ | --------- | --------------- |
| Bronz   | Ramzy Al Duhami Abdullah Al Saud Kamal Bahamdan Abdullah Sharbatly | Jezdectví | parkur družstva |